# Швейцария на зимних Олимпийских играх 1976
Швейцария принимала участие в Зимних Олимпийских играх 1976 года в Инсбруке (Австрия) в двенадцатый раз, и завоевала одну золотую, одну бронзовую и три серебряные медали. Сборная страны состояла из 59 спортсменов (52 мужчины, 7 женщин).

## Медалисты
| Медаль  | Спортсмен                                        | Вид спорта        | Дисциплина                 |
| ------- | ------------------------------------------------ | ----------------- | -------------------------- |
| Золото  | Хайни Хемми                                      | Горнолыжный спорт | Мужчины, гигантский слалом |
| Серебро | Бернард Русси                                    | Горнолыжный спорт | Мужчины, скоростной спуск  |
| Серебро | Эрнст Год                                        | Горнолыжный спорт | Мужчины, гигантский слалом |
| Серебро | Эрих Шерер Ульрих Бехли Рудольф Марти Йозеф Бенц | Бобслей           | Мужчины, четвёрки          |
| Бронза  | Эрих Шерер Йозеф Бенц                            | Бобслей           | Мужчины, двойки            |